# Neuhofen (Nadrenia-Palatynat)
Neuhofen – miejscowość i gmina w Niemczech, w kraju związkowym Nadrenia-Palatynat, w powiecie Rhein-Pfalz, wchodzi w skład gminy związkowej Rheinauen. Do 30 czerwca 2014 gmina bezzwiązkowa (niem. verbandsfreie Gemeinde), która dzień później została połączona z gminą związkową Waldsee.